# Arrondissement Sarcelles
Das Arrondissement Sarcelles ist eine Verwaltungseinheit des Départements Val-d’Oise innerhalb der französischen Region Île-de-France. Hauptort (Sitz der Unterpräfektur) ist Sarcelles.

## Kantone
Das Arrondissement untergliedert sich in 10 Kantone:
- Argenteuil-1 (mit 1 von 3 Gemeinden)
- Deuil-la-Barre
- Domont (mit 7 von 11 Gemeinden)
- Fosses
- Garges-lès-Gonesse
- Goussainville
- L’Isle-Adam (mit 1 von 15 Gemeinden)
- Montmorency
- Sarcelles
- Villiers-le-Bel

## Gemeinden
Die Gemeinden des Arrondissements Sarcelles sind:
| 1. Andilly (95014)                   | 2. Arnouville (95019)              | 3. Asnières-sur-Oise (95026)     | 4. Attainville (95028)             |
| 5. Baillet-en-France (95042)         | 6. Bellefontaine (95055)           | 7. Belloy-en-France (95056)      | 8. Bonneuil-en-France (95088)      |
| 9. Bouffémont (95091)                | 10. Bouqueval (95094)              | 11. Châtenay-en-France (95144)   | 12. Chaumontel (95149)             |
| 13. Chennevières-lès-Louvres (95154) | 14. Deuil-la-Barre (95197)         | 15. Domont (95199)               | 16. Écouen (95205)                 |
| 17. Enghien-les-Bains (95210)        | 18. Épiais-lès-Louvres (95212)     | 19. Épinay-Champlâtreux (95214)  | 20. Ézanville (95229)              |
| 21. Fontenay-en-Parisis (95241)      | 22. Fosses (95250)                 | 23. Garges-lès-Gonesse (95268)   | 24. Gonesse (95277)                |
| 25. Goussainville (95280)            | 26. Groslay (95288)                | 27. Jagny-sous-Bois (95316)      | 28. Lassy (95331)                  |
| 29. Louvres (95351)                  | 30. Luzarches (95352)              | 31. Maffliers (95353)            | 32. Mareil-en-France (95365)       |
| 33. Margency (95369)                 | 34. Marly-la-Ville (95371)         | 35. Le Mesnil-Aubry (95395)      | 36. Moisselles (95409)             |
| 37. Montlignon (95426)               | 38. Montmagny (95427)              | 39. Montmorency (95428)          | 40. Montsoult (95430)              |
| 41. Piscop (95489)                   | 42. Le Plessis-Gassot (95492)      | 43. Le Plessis-Luzarches (95493) | 44. Puiseux-en-France (95509)      |
| 45. Roissy-en-France (95527)         | 46. Saint-Brice-sous-Forêt (95539) | 47. Saint-Gratien (95555)        | 48. Saint-Martin-du-Tertre (95566) |
| 49. Saint-Prix (95574)               | 50. Saint-Witz (95580)             | 51. Sarcelles (95585)            | 52. Seugy (95594)                  |
| 53. Soisy-sous-Montmorency (95598)   | 54. Survilliers (95604)            | 55. Le Thillay (95612)           | 56. Vaudherland (95633)            |
| 57. Vémars (95641)                   | 58. Viarmes (95652)                | 59. Villaines-sous-Bois (95660)  | 60. Villeron (95675)               |
| 61. Villiers-le-Bel (95680)          | 62. Villiers-le-Sec (95682)        |                                  |                                    |

## Neuordnung der Arrondissements 2017

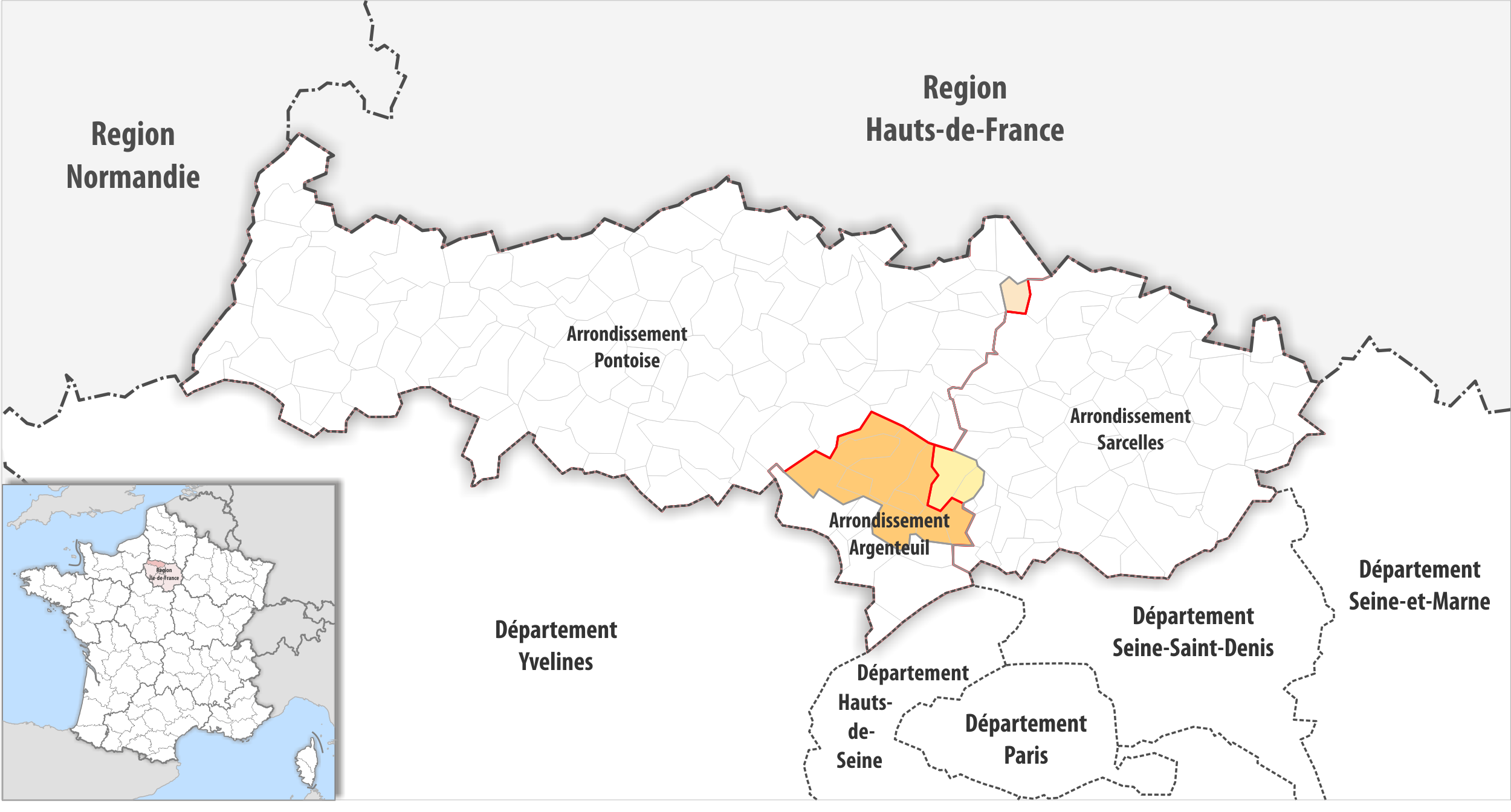
Arrondissementsanpassungen im Jahr 2017

Durch die Neuordnung der Arrondissements im Jahr 2017 wurde aus dem Arrondissement Pontoise die Fläche der zwei Gemeinden Montlignon und Saint-Prix dem Arrondissement Sarcelles zugewiesen.
Dafür wechselte die Fläche der Gemeinde Noisy-sur-Oise aus dem Arrondissement Sarcelles zum Arrondissement Pontoise.

## Geschichte
Das Arrondissement Sarcelles war ursprünglich das Arrondissement Montmorency; die Änderung erfolgte durch die Verlegung des Hauptortes nach Sarcelles im Jahr 2000, abgeschlossen mit dem Umzug der Unterpräfektur im Jahr 2004.